# Sergiolus singhi
Sergiolus singhi är en spindelart som beskrevs av Benoy Krishna Tikader och Gajbe 1976. Sergiolus singhi ingår i släktet Sergiolus och familjen plattbuksspindlar. Inga underarter finns listade i Catalogue of Life.